# Koynanagar
Koynanagar är en ort i Indien.   Den ligger i distriktet Satara Division och delstaten Maharashtra, i den sydvästra delen av landet, 1 300 km söder om huvudstaden New Delhi. Koynanagar ligger 642 meter över havet och antalet invånare är 28 091.
Terrängen runt Koynanagar är kuperad. Runt Koynanagar är det ganska tätbefolkat, med 199 invånare per kvadratkilometer. Koynanagar är det största samhället i trakten. I omgivningarna runt Koynanagar växer huvudsakligen savannskog.